# Intercolumni

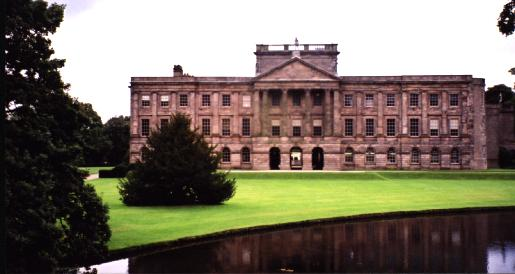
Lyme Park, Cheshire, dissenyat per Giacomo Leoni. La façana principal està dividida per mitjà de pilastres en una sèrie de 15 intercolumnis.

S'anomena intercolumni a l'espai que hi ha entre dues columnes.
L'intercolumni es mesura d'eix a eix i varia segons cada ordre. Així:
- en l'ordre toscà, no té més que sis mòduls i vuit dècims de mòdul o part;
- en l'ordre dòric, set mòduls i vuit parts;
- en l'ordre jònic, onze mòduls i mig;
- en l'ordre corinti, varia entre sis, nou i fins a dotze mòduls segons que es tracte de pòrtics amb pedestals o sense.

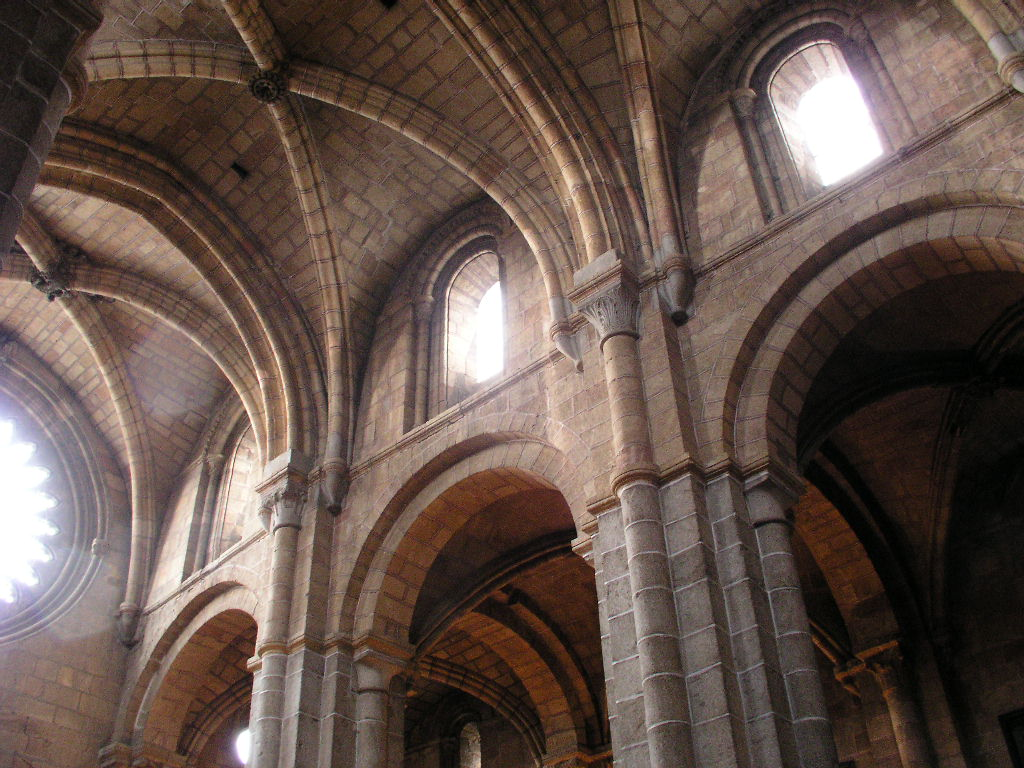
Sèrie de tres intercolumnis.

Es distingeixen els següents tipus d'intercolumnis:
- Es denomina intercolumni major el que hi ha en les columnates de columnes aparellades entre cada parell de dues columnes, una a la dreta i l'altra a l'esquerra.
- Es denomina intercolumni menor el que hi ha en les columnes aparellades entre les dues columnes que estan més immediates una a una altra.